# Dhoom 3
Dhoom 3 es una película de la India, perteneciente a la industria de Bollywood, que se estrenó a finales de 2013. Fue dirigida por Vijay Krishna Acharya. Hasta hoy, es la película más taquillera de Bollywood.

## Argumento
La película comienza en el año 1990, cuando Iqbal Haroon Khan (Jackie Shroff) dirige un circo - The Great Indian Circus - en Chicago, que ha caído en desgracia. (Andrew Bicknell) banco de Anderson - Banco Occidental de Chicago - que ha prestado dinero a Iqbal Khan, decide cerrar el circo cuando no es capaz de pagar el préstamo. El Joven Sahir (Siddharth Nigam), el pequeño hijo de Iqbal Khan, suplica a Anderson que no cierren el circo de su padre ya que él y su padre no tardarían en pagarle. Pero la presentación de Iqbal Khan antes de que los banqueros y los ruegos de Sahir no ayudaban. Iqbal Khan se suicida frente al despiadado Anderson, dejando a Sahir devastado. Años más tarde, Sahir (Aamir Khan) aún no ha olvidado la prepotencia del banco y jura venganza. Roba diversas ramas de Western Bank de Chicago, dejando tras de sí un mensaje en hindi y una máscara de payaso. Él utiliza sus habilidades de circo acrobático para escapar. Como oficial de policía de Chicago Victoria (Tabrett Bethell) no logró atraparlo, entonces ella llama ACP Jai Dixit (Abhishek Bachchan) y su compañero, Ali (Uday Chopra), para obtener ayuda en la solución del caso. Jai hostiga a Sahir a robar otra vez por lo que es conocido que está en el caso, y él cree que el ladrón es un aficionado. La recopilación de información de un canal de noticias en relación con el plan.